# دوري كرة القدم الإنجليزي 1898–99
دوري كرة القدم الإنجليزي 1898–99 هو موسم من دوري كرة القدم الإنجليزي. أقيم خلال الفترة 1 سبتمبر 1898 وحتى 29 أبريل 1899، وفاز فيه أستون فيلا.